# Correlli Barnett
Correlli Douglas Barnett (28 de junho de 1927 - 10 de julho de 2022) foi um historiador militar inglês, que também escreveu obras de história econômica, particularmente sobre o "declínio industrial" do pós-guerra do Reino Unido.

## Influência
Houve alguns ministros de gabinete no governo de Margaret Thatcher que foram influenciados pelas obras de Barnett. Sir Keith Joseph, Secretário de Educação de 1981 a 1986, admirou o trabalho de Barnett sobre a cultura antinegócios na educação e em uma entrevista com Anthony Seldon ele proclamou: "Sou um apoiador de Correlli Barnett". Nigel Lawson, Chancellor of the Exchequer de 1983 a 1989, também citou as opiniões de Barnett sobre a educação como uma influência, especificamente The Audit of War. O comentário de Barnett de que "um ataque ao Irã efetivamente lançaria a terceira guerra mundial" foi citado por Noam Chomsky em seu ensaio "A Predator Becomes More Dangerous Once Wounded".

## Publicações

### Livros
- The Hump Organisation (1957)
- The Channel Tunnel (com Humphrey Slater, 1958)
- The Desert Generals (Kimber, 1960). Um estudo de O'Connor, Alan Cunningham, Ritchie, Auchinleck e Montgomery.
- The Swordbearers: Supreme Command in the First World War (Eyre & Spottiswoode, 1963). Um estudo de Moltke, Jellicoe, Pétain e Ludendorff.
- The Battle of El Alamein (Macmillan, 1964)
- Britain and Her Army, 1509–1970 (Allen Lane, 1970)
- The Collapse of British Power (Eyre Methuen, 1972)
- The First Churchill: Marlborough, Soldier and Statesman (Eyre Methuen, 1974)
- Strategy and Society (Manchester University Press, 1976)
- Human Factor and British Industrial Decline: An Historical Perspective (Working Together Campaign, 1977)
- Bonaparte (Allen & Unwin, 1978)
- The Great War (Park Lane Press, 1979)
- The Audit of War: The Illusion and Reality of Britain as a Great Nation (Macmillan, 1986) Edição dos EUA: The Pride and the Fall: The Dream and Illusion of Britain as a Great Nation (The Free Press, 1987)
- Engage the Enemy More Closely: The Royal Navy in the Second World War (W W Norton & Co Inc, 1991)
- The Lost Victory: British Dreams and British Realities, 1945-50 (Macmillan, 1995)
- The Verdict of Peace: Britain between her Yesterday and the Future (Macmillan, 2001)
- Post-conquest Civil Affairs: Comparing War's End in Iraq and in Germany (Foreign Policy Centre, 2005)
- Pétain (Weidenfeld & Nicolson, 2005)

### Ensaios
- 'The New Military Balance', The History of the Twentieth Century, 24 (1968).
- 'The Guilt: The Illogical Promise', em G. A. Panichas (ed.), Promise of Greatness. The War of 1914-1918 (Littlehampton Book Services, 1968), pp. 560–572.
- 'The Education of Military Elites', em Rupert Wilkinson (ed.), Governing Elites: Studies in Training and Selection (Oxford University Press, 1964).
- 'Offensive 1918', in Noble Frankland and Christopher Dowling (eds.), Decisive Battles of the Twentieth Century (Londres: Sidgwick & Jackson, 1976), pp. 62–80.
- 'Auchinleck', in Michael Carver (ed.), The War Lords. Military Commanders of the Twentieth Century (Weidenfeld & Nicolson, 1976), pp. 260–273.
- 'Technology, Education and Industrial and Economic Strength, Education for Capability: Cantor Lecture 1, 13 Nov. 1978', Journal of The Royal Society of Arts, cxxvii (5271), pp. 117–130.
- 'The Long Term Industrial Performance in the United Kingdom: The Role of Education and Research, 1850–1939', in Derek J. Morris (ed.), The Economic System of the United Kingdom. Third Edition (Oxford University Press, 1985), pp. 668–689.